# Piskî, Korosten
Piskî (în ucraineană Піски) este un sat în comuna Horșciîk din raionul Korosten, regiunea Jîtomîr, Ucraina.

## Demografie
Componența lingvistică a localității Piskî
     Ucraineană (100%)
Conform recensământului din 2001, toată populația localității Piskî era vorbitoare de ucraineană (100%).